# Municipio de San Pablo Yaganiza
El municipio de San Pablo Yaganiza (en zapoteco: yaga 'palo', niza 'agua', 'palo de agua') es un municipio de 1,063 habitantes situado en el distrito de Villa Alta, Oaxaca, México.

## Demografía
En el municipio habitan 1,063 personas, de las cuales, 84% habla una lengua indígena. El pueblo de San Pablo Yaganiza es la cabecera municipal y único asentamiento en el municipio.
Cuentan con una escuela preescolar, una primaria, una secundaria y una primaria indígena. El grado promedio de escolaridad de la población de 15 años o más en el municipio era en 2010 de 5.5, frente al grado promedio de escolaridad de 6.9 en el estado de Oaxaca.
En 2010, 885 personas (88.9% del total de la población) se encontraban en pobreza, de los cuales 413 (41.5%) presentaban pobreza moderada y 472 (47.4%) estaban en pobreza extrema.

## Cultura
El 25 de enero se festeja a San Pablo con bailes típicos de la zona. 
Los platillos más comunes de esta población son: el caldo de res, los tamales de amarillo, de frijol, mole, atole, champurrado y aguardiente.